# Nova Ibiá
Nova Ibiá är en kommun i Brasilien.   Den ligger i delstaten Bahia, i den östra delen av landet, 900 km öster om huvudstaden Brasília. Antalet invånare är 6 648.
I omgivningarna runt Nova Ibiá växer i huvudsak städsegrön lövskog. Runt Nova Ibiá är det ganska tätbefolkat, med 52 invånare per kvadratkilometer.